# Notopleura camponutans
Notopleura camponutans är en måreväxtart som först beskrevs av John Duncan Dwyer och M.Victoria Hayden, och fick sitt nu gällande namn av Charlotte M. Taylor. Notopleura camponutans ingår i släktet Notopleura och familjen måreväxter. Inga underarter finns listade i Catalogue of Life.